# إسماعيل الغزنوي
إسماعيل الغزنوي مجهول تاريخ الميلاد والوفاة، وهو ابن سُبُكْتِكِيْن وقد حكم الدولة الغزنوية في الفترة من عام 997 إلى 998.
وبعدما مات سُبُكْتِكِيْن وانتشر خبر وفاته، جاء ابنه الصغير إسماعيل إلى بلخ وأعلن نفسه حاكما للدولة الغزنوية وذلك لوصية والده، ولكن محمود الغزنوي الذي كان في نيسابور في هذا الوقت كان أكثر خبرة وتجربة وقوة من إسماعيل. ولإن محمود كان أكبر من إسماعيل وأحق بالحكم منه عرض على إسماعيل أن يترك الحكم ويتولى خرسان وبلخ إلا أن إسماعيل لم يوافق، حتى وقعت بينها معركة حربية في مارس 998 وانتصر فيها جيش محمود الغزنوي.